# رقمة مشرشرة
الرقمة المشرشرة أو دهمة أو رقم (باللاتينية: Erodium laciniatum) نوع نباتي يتبع جنس الرقمة من الفصيلة الغرنوقية.

## الموئل والانتشار
موطنها بلاد الشام ومصر والمغرب العربي وبعض مناطق حوض البحر الأبيض المتوسط.

## مرادفات للاسم العلمي
- (باللاتينية: Geranium laciniatum Cav.)
- (باللاتينية: Erodium triangulare subsp. laciniatum (Cav.) Maire)
- (باللاتينية: [Erodium affine Ten.)
- (باللاتينية: [Erodium cavanillesii Willk.)
- (باللاتينية: Erodium hesperium (Maire) H. Lindb.)
- (باللاتينية: [Erodium involucratum Kunze)
- (باللاتينية: [Erodium nervulosum DC. [non L'Hér. 1802)
- (باللاتينية: PErodium pulverulentum (Cav.) Willd.)
- (باللاتينية: [Erodium pyramidatum C. Presl)
- (باللاتينية: Erodium subintegrifolium Eig)
- (باللاتينية: Erodium tunetanum (DC.) G. Don)
- (باللاتينية: Geranium pulverulentum Cav.)
- (باللاتينية: [Erodium laciniatum subsp. bovei (Delile) Murb.)
- (باللاتينية: Erodium laciniatum subsp. pulverulentum (Boiss.) Batt.)
- (باللاتينية: [Erodium laciniatum subsp. pulverulentum (Cav.) B. L. Burtt & P. Lewis [non (Boiss.) Batt. 1888)
- (باللاتينية: Erodium pulverulentum subsp. bovei (Delile) Schönb.-Tem.)
- (باللاتينية: Erodium triangulare subsp. bovei (Delile) Maire)
- (باللاتينية: [Erodium triangulare subsp. pulverulentum (Boiss.) Ozenda)
- (باللاتينية: Erodium laciniatum var. hesperium Maire)
- (باللاتينية: Erodium laciniatum var. pulverulentum Boiss.)